# Гордеевский (Волгоградская область)
Гордеевский — хутор в Киквидзенском районе Волгоградской области России, в составе Озеркинского сельского поселения.
Население — 2 (2010) человека.

## История
Основан как владельческий посёлок Гордеевский (также Харитонов). Посёлок относился к Хопёрскому округу Земли Войска Донского (с 1870 — Область Войска Донского). В 1859 года в посёлке проживали 27 мужчин и 25 женщин. После отмены крепостного права Семёновка стала волостным селом Семёновской волости. Согласно переписи 1873 года в селе проживали 85 мужчин и 84 женщины, в хозяйствах жителей имелись 99 лошадей, 48 пар волов, 178 голов прочего рогатого скота, 1118 овец. Согласно переписи населения 1897 года в слободе проживали 89 мужчин и 79 женщин, из них грамотных: мужчин — 29 (32,6 %), грамотных женщин — 1 (1,26 %).
Согласно алфавитному списку населённых мест Области Войска Донского 1915 года земельный надел составлял 106 десятин, проживало 110 мужчин и 90 женщин, имелось сельское правление.
С 1928 года хутор — в составе Преображенского района (с 1936 года — Киквидзенский) Хопёрского округа (упразднён в 1930 году) Нижне-Волжского края (с 1934 года — Сталинградский край). Хутор относился к Семёновскому сельсовету. В 1960 году Семёновский и Ширяевский сельские советы были упразднены, их территория передана в состав Киквидзенского сельсовета. В 1979 году хутор отнесён в состав Озеркинского сельсовета. В 1987 году вновь включён в состав Семёновского сельсовета.
Законом Волгоградской области от 28 октября 2004 года № 967-ОД «Об установлении границ и наделении статусом Киквидзенского района и муниципальных образований в его составе» хутор был включён в состав Озеркинского сельского поселения

## География
Хутор расположен в пределах Хопёрско-Бузулукской равнины, являющейся южным окончанием Окско-Донской низменности, на правом берегу реки Бузулук, на высоте около 90—100 метров над уровнем моря. К юго-западу расположено небольшое озеро. Почвы — пойменные нейтральные и слабокислые и чернозёмы обыкновенные.
По автомобильным дорогам расстояние до областного центра города Волгоград составляет 310 км, до районного центра станицы Преображенской — 16 км, до хутора Озерки — 13 км.
Часовой пояс
Гордеевский, как и вся Волгоградская область, находится в часовой зоне МСК (московское время). Смещение применяемого времени относительно UTC составляет +3:00.

## Население
Динамика численности населения по годам:
| 1859 | 1873 | 1897 | 1915 | 1987 |
| ---- | ---- | ---- | ---- | ---- |
| 52   | 169  | 169  | 200  | ≈40  |

| 2010 |
| ---- |
| 2    |